# ТП-1
ТП-1 — проєкт радянського танка прориву масою 75 тонн.

## Історія створення
Питання про створення позиційного танка (так в 1920-х роках позначалися важкі танки) придатного для озброєння РСЧА, піднімалося в 1920-ті роки кілька разів. При цьому було розроблено кілька ескізних проєктів. Один з них був танк прориву ТП-1.

## Конструкція
Прямокутної форми, кутів нахилів не було. Головна башта вміщала 4 особи, в ній розташовувалася 76 мм гармата. Середня башта вміщала 2 осіб і 45 мм гармату. Дві малі башти мали по кулемету та вміщували кулеметника.

## Виробництво
ТП-1 так і не надійшов у виробництво, зберігшись лише в кресленнях.